# Shall We Forgive Her?
Shall We Forgive Her? er en amerikansk stumfilm fra 1917 af Arthur Ashley.

## Medvirkende
- June Elvidge som Grace Raymond
- Arthur Ashley som Neil Garth
- John Bowers som Oliver West
- Charles Clary som Onkel John